# Davud Monshizadeh
Davud Monshizadeh (Davoud Monchi-Zadeh), né le 29 août 1914 ou 1915 à Téhéran et mort le 13 juillet 1989 à Uppsala en Suède, est un intellectuel iranien, fondateur du SUMKA (Parti national-socialiste des travailleurs iraniens), une organisation politique inspirée du national-socialisme allemand. 
Il est également connu pour ses travaux en études iraniennes. Il a notamment enseigné les langues iraniennes à l'Université d'Uppsala en Suède.

## Biographie
On[Qui ?] se souvient principalement de Monshizadeh pour ses contributions à la linguistique iranienne, en particulier à l’étude des langues iraniennes modernes et moyennes. Cependant, il a également mené une vie politique active en Iran et à l'étranger[réf. souhaitée].
Monshizadeh a formé le SUMKA en 1952. Il vivait dans l'Allemagne nazie depuis 1937 et était un ancien membre de la SS[réf. nécessaire], qui s’est battu et a été blessé à la bataille de Berlin. Il a aussi été professeur à l'Université Louis-et-Maximilien de Munich et a été profondément influencé par la philosophie de José Ortega y Gasset, allant même jusqu'à traduire nombre de ses livres (qu'il espérait servir de principes fondateurs du parti), de l'espagnol au persan. Il est retourné en Iran en 1950. Monshizadeh sera par la suite professeur en études persanes à l'université d'Alexandrie[réf. souhaitée] et à l'université d'Uppsala. 
Monshizadeh est connu pour être un admirateur d'Hitler et imite de nombreuses manières du Parti national-socialiste des travailleurs allemands (telles que son militarisme et son salut), tout en essayant de se rapprocher de l'apparence physique d'Hitler, y compris de sa moustache[réf. nécessaire].

## Travaux
- Das Persische im Codex Cumanicus, Uppsala: Studia Indoeuropaea Upsaliensia, 1969.
- Topographisch-historische Studien zum iranischen Nationalepos, Wiesbaden: Abhandlungen für die Kunde des Morgenlandes, 1975.
- Wörter aus Xurāsān und ihre Herkunft, Leiden: Acta Iranica ; Troisième série, Textes et mémoires , 1990.
- Die Geschichte Zarēr's, ausführlich komment. von Davoud Monshi-Zadeh, Uppsala: Studia Indoeuropaea Upsaliensia, 1981.
- Ta'ziya : das persische Passionsspiel / mit teilweiser Übersetzung der von Litten gesammelten Stücke von Davoud Monchi-Zadeh, Stockholm: Skrifter utgivna av K. Humanistiska vetenskapssamfundet, 1967.
- Vihrūd va Arang : justārhā-yī dar jughrāfiy-̄yi asāṭīr ̄va tārīkh-̄i Īrān-i sharqī, pazhūhish-i Josef Markwart; tarjumah bā iz̤āfāt az Davūd Munshī-Zādah, Teheran: Majmūʻah-'i Intishārāt-i adabī va tārīkhī, 1989. (En Persan)